# Eurodryas arcuata
Eurodryas arcuata är en fjärilsart som beskrevs av Marcel Caruel 1944. Eurodryas arcuata ingår i släktet Eurodryas och familjen praktfjärilar. Inga underarter finns listade i Catalogue of Life.